# Спіраприл
Спірапри́л — синтетичний антигіпертензивний препарат, що належить до групи інгібіторів АПФ, для перорального застосування.

## Фармакологічні властивості
Спіраприл — синтетичний лікарський препарат, що належить до групи інгібіторів АПФ. Механізм дії препарату полягає у пригнічення ренін-ангіотензин-альдостеронової системи плазми крові, яка приводить до зменшення впливу ангіотензину ІІ на судини та до зменшення секреції альдостерону, що призводить до збільшення концентрації калію у сироватці крові та збільшення втрати рідини та натрію. Після прийому спіраприлу у результаті інгібування ангіотензинперетворюючого ферменту підвищується активність калікреїн-кінінової системи, що призводить до вазоділатації та підвищення активності простагландинової системи. Спіраприл знижує загальний периферійний опір судин, систолічний та діастолічний артеріальний тиск, перед- та постнавантаження на міокард. При лікуванні спіраприлом також спостерігається зменшення гіпертрофії лівого шлуночка та покращення його діастолічної функції, а також зменшення гіпертрофію стінок великих артерій. Спіраприл має виражену нефропротективну дію, у тому числі при цукровому діабеті, сприяє зниженню рівня глюкози в крові при цукровому діабеті. Препарат також має здатність зменшувати агрегацію тромбоцитів та еритроцитів. Спіраприл має здатність підвищувати кровообіг у клубочках нирок, не має здатності зменшувати кліренс креатиніну. Спіраприл малоефективний у хворих гіпертонією негроїдної раси, тому що у них гіпертонічна хвороба перебігає переважно за наявності низької концентрації реніну в крові, та у них частіше спостерігаються побічні ефекти у вигляді набряку Квінке.

### Фармакодинаміка
Спіраприл добре всмоктується у шлунково-кишковому тракті, біодоступність препарату складає близько 50 % внаслідок ефекту першого проходження через печінку. Після прийому спіраприл швидко перетворюється у печінці на активний метаболіт — спіраприлат, біодоступність якого складає близько 70 %. Максимальна концентрація в крові спіраприлу досягається протягом 45—90 хвилин, а спіраприлату досягає за 2—3 години. Препарат добре зв'язується з білками крові. Спіраприл проникає через плацентарний бар'єр та виділяється в грудне молоко. Метаболізується препарат у печінці. Виводиться спіраприл із організму переважно із фекаліями, частково виводиться із сечею. Виведення спіраприлу із організму багатофазне, у першому періоді напіввиведення спіраприлу становить 2 години, у другому періоді становить 40 годин, дія препарату триває 48—50 годин, немає даних про збільшення цього часу при порушеннях функції печінки або нирок.

## Показання до застосування
Спіраприл застосовують для лікування гіпертонічної хвороби, вторинної артеріальної гіпертензії, у комплексному лікуванні серцевої недостатності.

## Побічна дія
При застосуванні спіраприлу можливі наступні побічні ефекти:
- Алергічні реакції та з боку шкірних покривів — зрідка висипання на шкірі, свербіж шкіри, гарячка, набряк Квінке шкіри обличчя та шиї, фотодерматоз, підвищена пітливість, алопеція, псоріазоподібні висипання, оніхолізис, синдром Стівенса-Джонсона, синдром Лаєлла.
- З боку травної системи — зрідка нудота, блювання, біль у животі, порушення апетиту, запор або діарея, сухість у роті, стоматит, панкреатит; у поодиноких випадках гепатит, холестатична жовтяниця, кишкова непрохідність.
- З боку нервової системи — зрідка головний біль; рідко запаморочення, слабкість, парестезії, імпотенція, порушення настрою та сну, порушення рівноваги, нечіткість зору, порушення смаку, інсульт або динамічні порушення мозкового кровообігу.
- З боку дихальної системи — зрідка кашель, бронхіт, риніт, фарингіт, дисфонія; у окремих випадках бронхоспазм, біль у грудній клітці, інфільтрати у легенях.
- З боку серцево-судинної системи — зрідка артеріальна гіпотензія; у поодиноких випадках тахікардія, аритмії, приступи стенокардії, інфаркт міокарду, посилення проявів серцевої недостатності, периферичні набряки.
- З боку сечостатевої системи — рідко протеїнурія, порушення функції нирок, гостра ниркова недостатність, імпотенція.
- Зміни в лабораторних аналізах — рідко анемія, тромбоцитопенія, гіперкаліємія, гіпонатріємія, лейкопенія, нейтропенія, агранулоцитоз, протеїнурія; підвищення рівня креатиніну, сечовини, білірубіну, підвищення активності амінотрансфераз у крові.

## Протипоказання
Спіраприл протипоказаний при підвищеній чутливості до інгібіторів АПФ; ангіоневротичному набряку, пов'язаному із інгібіторами АПФ в анамнезі або спадковому ангіоневротичному набряку; при вагітності та годуванні грудьми. З обережністю застосовується препарат при печінковій та нирковій недостатності, під час проведення десенсибілізуючого лікування при ураженні отрутами комах (наприклад при укусах бджіл або ос), первинному альдостеронізмі, стенозі гирла аорти або мітральному стенозі, при двобічному стенозі ниркових артерій чи однобічному у разі наявності однієї нирки, при недавно перенесеній трансплантації нирки, гіпертрофічній кардіоміопатії, вираженій серцевій недостатності, у хворих, що знаходяться на гемодіалізі. Препарат не застосовується у дитячому віці.

## Форми випуску
Спіраприл випускається у вигляді таблеток по 0,006 г.